# Ткачик строкатоспинний
Тка́чик строкатоспинний (Ploceus spekeoides) — вид горобцеподібних птахів ткачикових (Ploceidae). Ендемік Уганди.

## Опис
Довжина птаха становить 14 см. У самців верхня частина голови золотисто-жовта, на обличчі чорна "маска", горло чорне, спина чорна, крила чолрнуваті з жовтими смужками. Надхвістя жовте, хвіст світло-коричневий. Очі червонуваті, дзьоб міцний, чорний. Самиці мають дещо блідіше забарвлення, нижня частина тіла і надхвістя у них жовті, тім'я і спина поцятковані темними смужками.

## Поширення і екологія
Строкатоспинні ткачики мешкають на сході Уганди. Вони живуть на болотах і заплавних луках, в очетяних заростях на берегах річок і озер, в саванах і очеретияних заростях. Живляться насіннями і комахами. Сезон розмноження триває з травня по серпень. Гніздяться колоніями.

## Збереження
МСОП класифікує стан збереження цього виду як близький до загрозливого. Строкатоспинним ткачикам загрожує знищення природного середовища.